# St. Gordian und Epimachus (Memmingerberg)

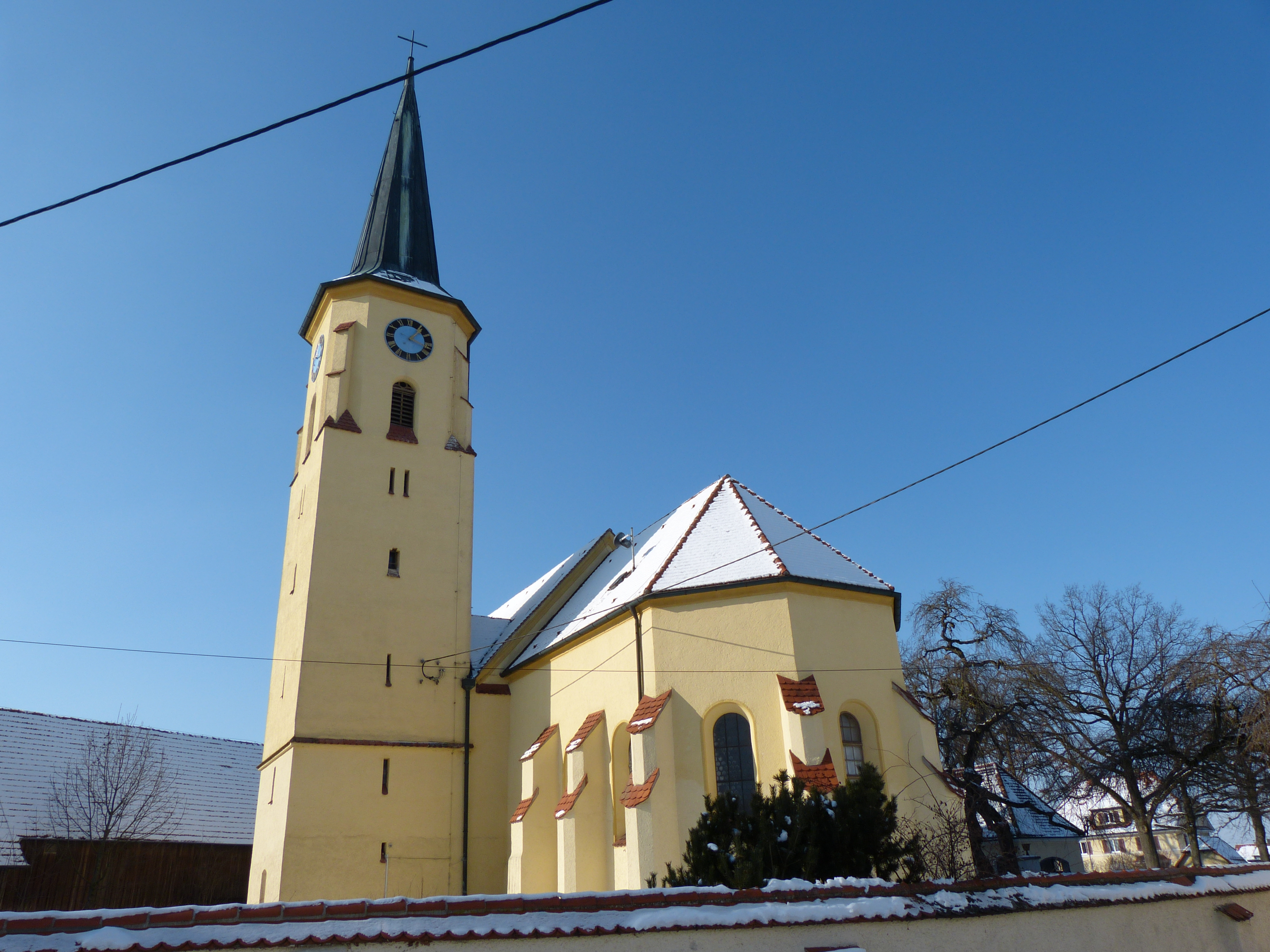
St. Gordian und Epimachus

Die evangelisch-lutherische Kirche St. Gordian und Epimachus im oberschwäbischen Memmingerberg im Landkreis Unterallgäu in Bayern steht unter Denkmalschutz.

## Geschichte
Die kirchliche Organisation erfolgte zunächst durch das Stift Kempten, daher war die erste Kirche in Memmingerberg den Schutzpatronen Kemptens und den Heiligen Gordianus und Epimachus geweiht.
Der älteste Gebäudeteil der Kirche ist der Chor. Er stammt aus einer im Jahr 1483 geweihten Vorgängerkirche. Aus nachmittelalterlicher Zeit stammt der Unterbau des Turmes sowie der Kern des Langhauses. Im Spanischen Erbfolgekrieg 1703 wurde die Kirche beschädigt. Im Jahr 1709 wurde der Dachstuhl wieder errichtet. Die Vorhalle an der Westseite und der Emporenaufgang stammen aus dem Jahr 1831. Umfangreichere Umbauten wurden 1843 am Langhaus der Kirche vorgenommen. 1868 wurde der Turm erhöht und mit einem Spitzhelm versehen. Im Jahr 1958 wurde die Kirche restauriert.

## Baubeschreibung
Das Langhaus hat vier Fensterachsen und rundbogige Fenster. An der Westseite des Langhauses befindet sich eine Holzempore. Der Chor mit einem 5/8-Schluss ist eingezogen und hat ein Netzrippengewölbe auf Pyramidenkonsolen. Außen an der Kirche befinden sich Strebepfeiler mit abgeschrägten Kanten. Der Kirchturm steht an der Südseite des Langhauses. Der Unterbau des Kirchturmes ist vierseitig, das Obergeschoss oktogonal. Das Untergeschoss des Kirchturmes trägt ein Tonnengewölbe mit Stichkappen. Die Vorhalle an der Nordseite hat einen rundbogigen Eingang und ein leicht gespitztes Tonnengewölbe. An der Nordseite des Chores enthält eine Grabnische zwischen zwei Strebepfeilern ein stark verwittertes Sandsteingrabmal.

## Innenausstattung
Die im Jahr 1703 erneuerte Kanzel hat einen marmorierten Holzaufbau mit oktogonalem Korb mit Ecklisenen, in deren Felder Gemälde Christus und vier Apostel darstellen. Die Gemälde stammen wohl von Johann Friedrich Sichelbein, der 1699 eine Kanzel in Memmingerberg bemalt hatte. Der Schalldeckelaufsatz trägt gefasste Holzfiguren der christlichen Tugenden als Schildhalterinnen und als Bekrönung eine Salvatorfigur.
Das Langhaus enthält eine Reihe von Gemälden. Aus dem Anfang des 18. Jahrhunderts stammen die Darstellung des Abendmahles und  der Heilige Martin und der Bettler;  1707 wurden die Gemälde Anbetung der Hirten und Auferstehung Christi geschaffen, aus dem frühen 19. Jahrhundert stammt die Heilige Familie mit der Familie des Zachariä. Die Kreuzigungsgruppe vom Anfang des 18. Jahrhunderts ist in der Art Johann Friedrich Sichelbeins ausgeführt. Unterhalb der Empore sind die vier Evangelisten aus dem zweiten Viertel des 18. Jahrhunderts dargestellt. Die Apostel Petrus und Paulus auf der Empore sind aus der gleichen Zeit. An der Empore befinden sich weitere 13, vermutlich von Johann Friedrich Sichelbein geschaffene Holztafeln von 1696 mit Darstellungen des Apostels Paulus.
Die gefasste Holzfigur eines Posaunenengels stammt vom Anfang des 18. Jahrhunderts. Eine Gedenktafel in der Kirche (bezeichnet „Reich“) aus Solnhofener Plattenkalk erinnert an die Gefallenen der Jahre 1805–1815.

## Orgel
Die Orgel wurde von der Münchner Orgelbau Johannes Führer gefertigt. Sie besteht aus zwei Manualen und Pedal mit 19 Registern.
| I Manual C– |            |        |
| 1.          | Principal  | 8′     |
| 2.          | Hohlflöte  | 8′     |
| 3.          | Octave     | 4′     |
| 4.          | Blockflöte | 4′     |
| 5.          | Quint      | 3′     |
| 6.          | Flageolet  | 2′     |
| 7.          | Terz       | 1 3⁄5′ |
| 8.          | Mixtur IV  | 2′     |
| 9.          | Trompete   | 8′     |

| II Manual C– |               |    |
| 10.          | Gedeckt       | 8′ |
| 11.          | Salicional    | 8′ |
| 12.          | Vox coelestis | 8′ |
| 13.          | Holzflöte     | 4′ |
| 14.          | Principal     | 2′ |
| 15.          | Oboe          | 8′ |
|              | Tremolo       |    |

| Pedal C– |            |     |
| 16.      | Subbass    | 16′ |
| 17.      | Violon     | 8′  |
| 18.      | Choralbass | 4′  |
| 19.      | Fagott     | 16′ |

- Koppeln: II/I, I/P, II/P